# Corso, Boumerdès
Corso là một đô thị thuộc tỉnh Boumerdès, Algérie. Dân số thời điểm năm 2002 là 13.118 người.